# Pergamena Sharrer

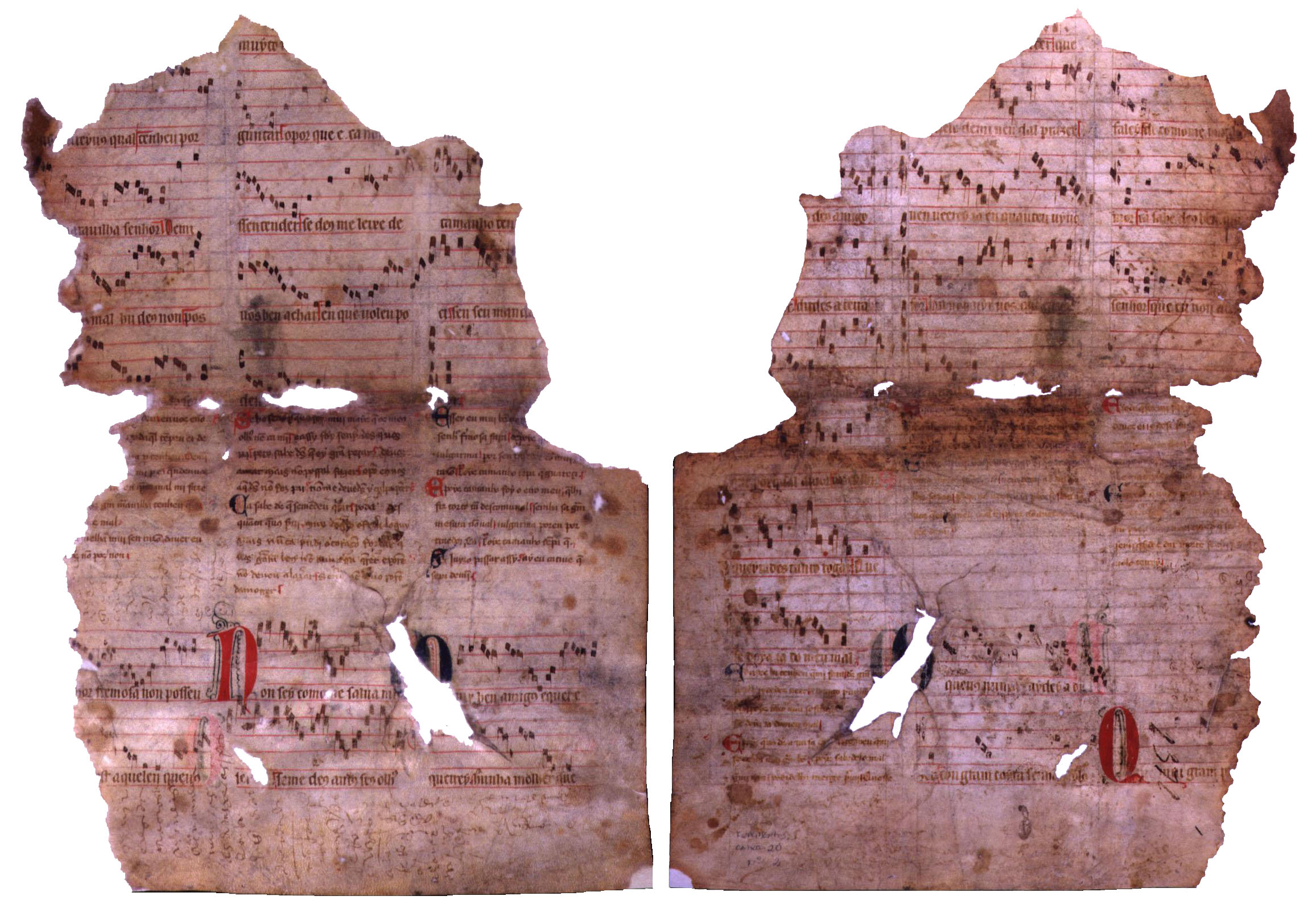
Pergamena Sharrer dopo il restauro.

La Pergamena Sharrer (in portoghese Pergaminho Sharrer) è un frammento di pergamena copiata verso la fine del XIII o inizi del XIV secolo che contiene sette cantigas de amor composte dal re del Portogallo, Dionigi.

## Storia
Il frammento venne scoperto il 2 luglio del 1990, dal professore dell'Università della California, Santa Barbara, Harvey Leo Sharrer, nell'Arquivo Nacional da Torre do Tombo, a Lisbona. La pergamena faceva parte della rilegatura di un libro di registri notarili del XVI secolo.
Insieme alla Pergamena Vindel, costituisce uno dei due unici documenti in cui si trovano cantigas galaico-portoghesi con notazione musicale e l'unico di questo tipo con cantigas de amor. È inoltre, la fonte manoscritta portoghese più antica di musica profana in lingua volgare che si sia mai conservata.

## Descrizione
Il formato è di 45,6 x 26,8 cm.; è scritto su entrambe le facciate su tre colonne. Il testo è in scrittura gotica tonda e corsiva, e la musica è in notazione pre-franconiana con alcuni tipici tratti iberici. Quando fu scoperto, lo stato di conservazione era assai peggiore di quello della pergamena Vindel, non essendosi conservata per intero la musica di nessuna delle sue sette cantigas. Sfortunatamente, nel 1993, fu oggetto di un disastroso restauro, nel quale il 19% della notazione musicale fu reso illeggibile, eliminato o danneggiato. Si conservano comunque fotografie precedenti al restauro.
Si ritiene potesse essere un frammento del canzoniere detto "Livro das Trovas de Dom Dinis", che, come indica il nome, conteneva brani musicali composti dal re Dionigi del Portogallo e fu copiato nello scriptorium reale.

## La musica
Musicalmente, le cantigas de amor della pergamena Sharrer sono abbastanza diverse dalle cantigas de amigo di Martín Codax trovate nella pergamena Vindel. Contengono una gran quantità di melismi, con una media di tre note per sillaba e una maggiore estensione di quelle delle cantigas della pergamena Vindel, vicini all'ottava.
Le cantigas de amor contenute nella Pergamena sono le seguenti:
- Pois que vos Deus amigo quer guisar
- A tal estado m'adusse senhor
- O que vos nunca cuidei a dizer
- Que mui gran prazer que eu ei senhor
- Senhor fremosa non poss'eu osmar
- Non sei como me salv'a mia senhor
- Quix bem amigos e quer'e quereei

## Discografia
- 1994 - Cantigas from the Court of Dom Dinis. Devotional, satirical & courtly medieval love songs, Theatre of Voices, dir. Paul Hillier (Harmonia Mundi, HMU 90 7129)
- 2004 - Cantigas de amor e de amigo, Paula Ceremuzynska, Zofia Dowgiallo (Claves Records, 3015)